# Dickens Opera House
A Dickens Opera House, na 300 Main St. em Longmont, Colorado, foi construída em 1881 e ampliada em 1905. Foi listada no Registo Nacional de Locais Históricos em 1987.
É um edifício de tijolos de dois andares "estilo comercial do século 19", proeminente em Longmont, na esquina nordeste da Third Avenue e Main Street.
Foi construída por William Henry Dickens, um parente do autor Charles Dickens, que veio para a área em 1860.
É historicamente significativo como "centro social e cultural de Longmont e sala de reuniões para outros eventos comunitários."
Originalmente, abrigava o Farmer's National Bank no primeiro andar e o seu auditório no segundo andar. Esteve vago de 1978 a 1986.